# Mardi Gras (musikalbum)
Mardi Gras är rockgruppen Creedence Clearwater Revivals sjunde och sista studioalbum, utgivet 1972. Det skiljer sig från tidigare album genom att bandmedlemmarna Stu Cook och Doug Clifford delade på ansvaret för låtskrivande och produktion med John Fogerty, som tidigare i stor utsträckning stått för dessa delar själv.
Albumet blev tolva på Billboards albumlista.

## Låtlista
1. "Lookin' for a Reason" (John Fogerty) - 3:28
2. "Take It Like a Friend" (Stu Cook) - 3:00
3. "Need Someone to Hold" (Doug Clifford/Stu Cook) - 3:00
4. "Tearin' Up the Country" (Doug Clifford) - 2:14
5. "Someday Never Comes" (John Fogerty) - 4:01
6. "What Are You Gonna Do?" (Doug Clifford) - 2:53
7. "Sail Away" (Stu Cook) - 2:29
8. "Hello Mary Lou" (Gene Pitney) - 2:14
9. "Door to Door" (Stu Cook) - 2:09
10. "Sweet Hitch-Hiker" (John Fogerty) - 2:59